# Kit Lambert
Christopher "Kit" Sebastian Lambert (11 de mayo de 1935 - 7 de abril de 1981) fue un productor musical y mánager del grupo británico de rock The Who. 

## Biografía
Kit Lambert era hijo del compositor Constant Lambert y nieto del escultor y pintor George Washington Lambert.
Lambert sirvió a las Fuerzas Armadas británicas tras estudiar en la Universidad de Oxford. Después de su servicio, volvió a Gran Bretaña y se convirtió en asistente de director para los largometrajes The Gun of Navarone y From Russia with Love. Junto a Chris Stamp, decidió crear una película que mostrara a un grupo de pop desconocido, eligiendo a The High Numbers (posteriormente conocidos como The Who). Lambert abandonaría al poco tiempo el filme y se convertiría en el mánager del grupo, reemplazando al productor del grupo Shel Talmy en 1966. Al tiempo que trabajaba con The Who, produciría álbumes de otros artistas, entre los que destacan Fire, de Arthur Brown, en 1968. 
Lambert sería uno de los pilares fundamentales que ayudarían a Pete Townshend a cambiar de estrategia en el plano musical, animándole a producir material más maduro. La recomendación de Lambert acabaría por producir álbumes como Tommy y Quadrophenia. 
El éxito de The Who crearía diferencias entre Lambert y los componentes del grupo. Fue reemplazado como productor en 1971 por Glyn Johns, manteniéndose en el plano musical como productor de bandas punk. Aun así, el consumo de droga restaría su éxito desde finales de los años 70. Su excesiva adicción a la droga atraería la atención de la policía, llegando a ser arrestado y acusado de delitos relacionados con la droga. Como defensa, el abogado de Lambert solicitó el amparo del tribunal, según el cual le serían retirados los cargos y la sentencia de prisión a cambio de que el procurador oficial se hiciera cargo de sus asuntos y le diera un estipendio de su propio dinero para vivir cada semana. Mientras tanto, los royalties de los álbumes producidos por Lambert aumentaron a medida que pasaban los años. Cuando Lambert falleció en 1981, su herencia ascendía a más de 490.000 libras esterlinas. Tras su muerte, las regalías producidas por sus diversos trabajos han ascendido a más de un millón de libras.
En 1980, Lambert y el periodista John Lindsay comenzaron a escribir un libro sobre su vida, en el cual relataría cómo encontró a The Who y otros datos inéditos sobre contemporáneos como The Beatles, The Rolling Stones, Jimi Hendrix y amigos como la Princesa Margarita y Liberace. A la vez que se preparaba un contrato para la publicación del libro, el procurador oficial que llevaba su caso judicial estableció contacto con los editores, reclamando las ganancias. El día de su muerte sería visto en una popular discoteca gay de Londres, conocida como El Sombrero.
Lambert fallecería de una hemorragia cerebral tras caer por las escaleras en la casa de su madre en 1981, y fue enterrado en el Cementerio de Brompton, Londres .